# Auchan
Auchan Retail International S.A. eller Auchan er en fransk multinational detailhandelskoncern, der har shoppingcentre og dagligvarehandel. De har shoppingcentre, hypermarkeder, supermarkeder og nærbutikker i 11 lande og 354.851 ansatte. Samlet har de 1985 lokationer, hvoraf de fleste er i Frankrig, Spanien og Rusland.
Den blev etableret i 1961 af Gérard Mulliez og ejes af Mulliez-familien.